# Águeda (telenovela)
Águeda es una telenovela de 1968 producida por Ernesto Alonso, escrita por Caridad Bravo Adams protagonizada por Angélica María y Antonio Medellín.

## Reparto
- Angélica María - Águeda
- Antonio Medellín - Ismael
- Blanca Sánchez - Eva
- Héctor Andremar - Don Roque
- José Baviera - Don Germán
- Agustín Isunza - Héctor
- Alicia Montoya - Sofía
- Carlos Riquelme - Vicente
- Fanny Schiller - Clara
- Arturo Martínez - Nico
- Socorro Avelar - Tomasa
- Jesús Casillas - Rubén
- Carlos Rotzinger - Eligio
- Zoila Quiñones - Carmen
- Flor Procuna - Lupe
- Ángela Vil